# Cyrtandra eximia
Cyrtandra eximia är en tvåhjärtbladig växtart som beskrevs av Charles Baron Clarke. Cyrtandra eximia ingår i släktet Cyrtandra och familjen Gesneriaceae. Inga underarter finns listade i Catalogue of Life.